# Степанюк, Алексей Иванович
Алексей Иванович Степанюк — советский хозяйственный, государственный и политический деятель, Герой Социалистического Труда.

## Биография
Родился в 1913 году в селе Караина. Член КПСС с 1943 года.
С 1933 года — на хозяйственной, общественной и политической работе. В 1933—1975 гг. — крестьянин в собственном хозяйстве, колхозник, в Рабоче-Крестьянской Красной Армии, участник Великой Отечественной войны, политрук батареи гаубичного полка, начальник полевого армейского артиллерийского склада № 2669 8-й армии, на партийной работе в Украинской ССР, первый секретарь Ново-Ушицкого райкома КП Украины, первый секретарь Чемеровецкого райкома Компартии Украины.
Указом Президиума Верховного Совета СССР от 8 апреля 1971 года присвоено звание Героя Социалистического Труда с вручением ордена Ленина и золотой медали «Серп и Молот».
Делегат XXIV съезда КПСС.
Умер до 1985 года.